# Décès en 923
Décès
- 919
- 920
- 921
- 922
- 923
- 924
- 925
- 926
- 927

Cette page dresse une liste de personnalités mortes au cours de l'année 923 :
- 17 février[1] : Tabari, historien et exégète coranique (né en 838), auteur d’une Histoire universelle où il essaye d’être aussi neutre que possible.
- 15 juin[2] : Robert Ier, roi de France.
- 27 août : Ageltrude de Bénévent, impératrice du Saint-Empire et reine d'Italie en tant qu'épouse et mère, respectivement de Guy III de Spolète et de Lambert de Spolète.
- 13 novembre : Taira no Sadafumi, poète et courtisan kuge japonais du milieu de l'époque de Heian.
- 15 novembre : 
  - Ricuin de Verdun, comte de Verdun.
  - Wang Yanzhang (en), major général chinois.

- Adarnassé IV,  prince de Djavakhéti, duc de Tao inférieur et enfin roi des Kartvels.
- Badr al-Hammami (en), général au service des Toulounides, puis du califat abbasside.
- Abu Bakr al-Khallal (en), juriste.
- Constantin III d'Abkhazie, roi d’Abkhazie de la dynastie des Antchabadzé.
- Gauthier Ier (en), archevêque de Sens.
- Gourgen d'Artanoudji, prince géorgien d'Artanoudji-Calarzène.
- Harshavarman Ier, roi de l'Empire khmer.
- Ibn Khuzaymah (en), érudit des Hadîths, du Chaféisme et de la jurisprudence islamique.
- Pilgrim Ier (it), archevêque de Salzbourg.
- Recaredo (en), évêque de Lugo.
- Tabari, ou al-Imām Abū Jaʿfar Muhammad Ibn Jarīr Ibn Yazīd, historien et exégète du Coran.
- Han Wo (en), poète chinois.
- Jing Xiang (en), chef de la dynastie Tang.
- Zhao Yan, peintre et ministre de la dynastie des Liang postérieurs.
- Zhu Youzhen (en), empereur de la dynastie des Liang postérieurs.
- Li Zhen (en), important ministre de la dynastie des Liang postérieurs.

## Crédit d'auteurs
- Cet article est partiellement ou en totalité issu de l'article intitulé « 923 » (voir la liste des auteurs).